# Xã Hindman, Quận Monroe, Arkansas
Xã Hindman (tiếng Anh: Hindman Township) là một xã thuộc quận Monroe, tiểu bang Arkansas, Hoa Kỳ. Năm 2010, dân số của xã này là 91 người.